# Charles J. Moore
Charles J. Moore est un océanographe et capitaine de bateau connu pour ses articles qui ont attiré l'attention sur le « vortex de déchets du Pacifique nord », une zone de l'océan Pacifique parsemée de débris de plastique flottants pris dans un vortex.

## Continent de plastique du Pacifique
En 1997, alors qu'il retourne dans le sud de la Californie après avoir terminé la course à la voile Transpacific Yacht Race de Los Angeles à Hawaï, lui et son équipage aperçoivent des déchets flottants dans le gyre du Pacifique Nord, l'une des régions les plus reculées de l'océan. Il écrit des articles sur l'ampleur des volumes de ces déchets et leurs effets négatifs sur la vie marine, qui attirent alors l'attention des médias.
Son étude de 1999 montre qu’il y a six fois plus de plastique, en poids, dans cette partie de l’océan, que de zooplancton qui nourrit la vie océanique. En 2002, une étude ultérieure montre que même au large des côtes californiennes, le plastique dépasse le zooplancton en quantité.

## Algalita Marine Research and Education
Charles Moore est le fondateur de l'Algalita Marine Research and Education à Long Beach, en Californie.
En 2008, la Fondation co-sponsorise le projet JUNK Raft, visant à « sensibiliser de manière créative aux débris plastiques et à la pollution dans l'océan », et plus particulièrement au vortex de déchets du Pacifique nord piégé dans le gyre du Pacifique Nord, en parcourant 2 600 milles à travers l'océan Pacifique sur un radeau constitué d'un vieux fuselage d'avion Cessna 310 et de six pontons remplis de 15 000 vieilles bouteilles en plastique. Avec le Dr Marcus Eriksen de la Fondation et le cinéaste Joel Paschal, le radeau part de Long Beach, en Californie, le 1er juin 2008, pour arriver à Honolulu, à Hawaï le 28 août 2008. En chemin, ils fournissent de précieuses réserves d'eau au rameur océanique Roz Savage, également en voyage de sensibilisation à l'environnement,,.
Au cours de cette expédition, Charles Moore et son équipage collectent des échantillons de pollution plastique à travers les courants équatoriaux, le gyre du Pacifique Sud et dans diverses stations le long de la côte chilienne. En analysant les données sur la concentration de débris plastiques, ils constatent une concentration accrue de plastique dans tous les échantillons d’eau qu’ils prélèvent.